# Neolithicum in Rusland
Het neolithicum in Rusland omvat de late steentijd in Europees Rusland en Siberië, als deel van de prehistorie van Rusland.

## Siberië
Aardewerk werd in het Verre Oosten al vroeg gebruikt. Vindplaatsen met keramiek in de regio Amoer dateren tot 15-7.000 BP (Novopetrovskaja, Gromatoechin, Osipovka). De resultaten van de datering van het keramiek van de Gromatoechacultuur toonden aan dat het ouder was dan het keramiek van de Novopetrovkacultuur (13.300-10.400 BP). In Primorje zijn de oudste vindplaatsen met keramiek Tsjernigovka (ongeveer 10.770 jaar geleden), Oestinovka-3 (ongeveer 10.000 BP) en Pereval (meer dan 8.300 BP). Het keramiek van de Selemdzjacultuur in de regio Amoer dateert van 12.000-10.500 BP. In Transbaikalia, op de archeologische vindplaatsen van de Oest-Karengskcultuur, dateert het oudste aardewerk dateert van 12.000 BP.
De Afanasjevocultuur (3500 - 2500 v. Chr.) in  Zuid-Siberië markeerde de overgang van de kopertijd naar de bronstijd.

## Europees Rusland
De bossen van het Europese deel van Rusland werden tijdens het neolithicum bewoond door jagers van de uit West-Siberië afkomstige kamkeramiekculturen (4200-2000 v.Chr.), die werden opgevolgd door de Volosovocultuur (2200-1500 v.Chr.).
Op de Pontisch-Kaspische Steppe in het zuiden vindt men al vroeg subneolithisch aardewerk. Het aardewerk van de Jelsjankacultuur in het Beneden-Wolgagebied is, afhankelijk van welke datering men accepteert, mogelijk het oudste van Europa. Het geheel eigen karakter hiervan toont dat dit niet rechtstreeks overgenomen maar eerder geïnspireerd was door vroege neolithische culturen van de Kaukasus of Centraal-Azië. Een significante migratie uit het zuiden lijkt niet plaats gevonden te hebben. De bevolking volgde nog een mesolithische levenswijze, waarbij onder andere op wilde paarden gejaagd werd.
Geleidelijk begon men enige mate van landbouw te beoefenen. Het klimaat was echter meer geschikt voor veeteelt. Runderen, schapen maar ook paarden werden gehouden, en bij de Samaracultuur (6000 - 5500 v.Chr.) heeft men aanwijzingen gevonden dat deze paarden ook bereden werden.
De Samaracultuur werd in ruwweg hetzelfde gebied opgevolgd door de Chvalynskcultuur (5000 - 4500 v.Chr.). Bij de Sredny Stogcultuur (4500 - 3200 v.Chr.) tussen Dnjepr en Don vond men bewijzen voor de domesticatie van het paard. Ze werd opgevolgd door de Jamnacultuur (3600 - 2300 v. Chr.). Onder invloed van de ciskaukasische Majkopcultuur kende deze al het gebruik van brons. Geholpen door het paard als rijdier begon een expansie waarbij de Indo-Europese talen over een groot gebied verspreid werden.
In het zuidwesten was de Dnjepr-Donetscultuur (5e-3e millennium v.Chr.) een subneolithische cultuur met een overgang naar landbouw, in het 5e-3e millennium v.Chr.
De Fatjanovo-Balanovocultuur (3200 - 2300 v. Chr.) was een oostelijke tak van de touwbekercultuur.